# フェルモ
フェルモ（伊: Fermo ( 音声ファイル)）は、イタリア共和国マルケ州にある都市で、人口約36,000人の基礎自治体（コムーネ）。フェルモ県の県都である。

## 地理
| フェルモ県東部に位置し、市域はアドリア海に面する。中心市街は海岸から約7km内陸にあり、マチェラータから南東へ27km、アスコリ・ピチェーノから北北東へ36km、州都アンコーナから南南東へ53kmの距離にある。 市域面積は 124.17 km2と広く、市域東部（沿岸部）ではポルト・サン・ジョルジョを三方から取り囲んでいる。西方には Boara（モンテジョルジョの南東）と Gabbiano（モンテジョルジョの北西）という2つの飛び地がある。 |

#### 隣接コムーネ
隣接するコムーネは以下の通り。
| - ポルト・サンテルピーディオ - 北 - サンテルピーディオ・ア・マーレ - 北 - モンテ・ウラーノ - 北西 - トッレ・サン・パトリーツィオ - 北西 - ラパニャーノ - 西 - マリアーノ・ディ・テンナ - 西 | - グロッタッツォリーナ - 南西 - ポンツァーノ・ディ・フェルモ - 南西 - モンテルッビアーノ - 南 - ラペドーナ - 南東 - アルティドーナ - 南東 - ポルト・サン・ジョルジョ - 東 |

以下は、飛び地を介して隣接するコムーネである。MCはマチェラータ県所属を示す。
| - フランカヴィッラ・デーテ - モリアーノ (MC) - マッサ・フェルマーナ - モンテジョルジョ - ベルモンテ・ピチェーノ |

### 気候分類・地震分類
フェルモにおけるイタリアの気候分類 (it) および度日は、zona D, 1955 GGである。
また、イタリアの地震リスク階級 (it) では、zona 2 (sismicità media) に分類される。
- 旧市街
- Piazza del Popolo
- Piazza del Popolo
- Torre di Palmeからのアドリア海眺望
- 大聖堂 (Duomo di Fermo)

## 歴史
2009年、アスコリ・ピチェーノ県北部が分割され、フェルモを県都とするフェルモ県が設置された。

## 行政

### 分離集落
フェルモには以下の分離集落（フラツィオーネ）がある。
- Camera, Campiglione, Cantagallo, Capodarco, Cartiera di Tenna,  Contrada Boara, Ete Palazzina, Faleriense, Gabbiano, Girola, Lido di Fermo, Madonnetta d'Ete, Marina Palmense, Moie, Molini Tenna, Montesecco, Parete, Pompeiana, Ponte Ete Vivo, Sacri Cuori, Salette, Salvano, San Biagio, San Girolamo, San Lorenzo, San Marco, San Michele, San Tommaso, Santa Caterina, Santa Petronilla, Torre di Palme, Villa San Claudio

## 文化

### 姉妹都市
- バイアブランカ, アルゼンチン - 1990-08-08
- アンスバッハ, ドイツ, 2006年-06-15
- レオン, メキシコ - 2000-05-09

## 人物

### 著名な出身者
- マッシモ・フィッカデンティ - サッカー選手・指導者